# Edward Lewis
Pour les articles homonymes, voir Lewis.
Edward Bok Lewis est un généticien américain né à Wilkes-Barre (Pennsylvanie) le 20 mai 1918 et mort le 21 juillet 2004. Il a reçu le prix Nobel de physiologie ou médecine en 1995 avec Christiane Nüsslein-Volhard et Eric F. Wieschaus « pour leurs travaux sur le contrôle génétique du développement précoce de l'embryon » à partir de recherche sur les drosophiles.